# San Marcello Pistoiese
San Marcello Pistoiese – miejscowość i gmina we Włoszech, w regionie Toskania, w prowincji Pistoia.
Według danych na rok 2004 gminę zamieszkiwało 7140 osób, 85 os./km².
1 stycznia 2017 gmina została zlikwidowana.